# Ray Dring
Raymond "Ray" Dring (13 tháng 2 năm 1924 - tháng 10 năm 2003) là một cựu cầu thủ bóng đá thi đấu ở vị trí thủ môn cho Huddersfield Town. Ông sinh ra ở Lincoln.